# チュープー県
チュープー県（チュープーけん、ベトナム語：Huyện Chư Pưh?）は、ベトナム社会主義共和国ザライ省の県である。

## 行政区画
1市鎮8社から構成される。